# Marimont-lès-Bénestroff
Marimont-lès-Bénestroff – miejscowość i gmina we Francji, w regionie Grand Est, w departamencie Mozela.
Według danych na rok 1990 gminę zamieszkiwały 53 osoby, a gęstość zaludnienia wynosiła 13 osób/km² (wśród 2335 gmin Lotaryngii Marimont-lès-Bénestroff plasuje się na 992. miejscu pod względem liczby ludności, natomiast pod względem powierzchni na miejscu 1089.).